# Kim Chol-bom
Kim Chol-bom (Nampo, 16 de julho de 1994) é um futebolista norte-coreano que atua como Zagueiro. Atualmente, joga pelo April 25.

## Carreira
Kim foi convocado na Coreia do Norte para a Copa da Ásia de 2019 nos Emirados Árabes Unidos.

## Estatísticas de Carreira

### International
- Atualizado até 25 de dezembro de 2018

| Coreia do Norte | Coreia do Norte | Coreia do Norte |
| Ano             | Jogos           | Gols            |
| --------------- | --------------- | --------------- |
| 2013            | 2               | 0               |
| 2016            | 5               | 0               |
| 2017            | 2               | 0               |
| 2018            | 6               | 0               |
| Total           | 15              | 0               |

## Ligações Externas
- Kim Chol-bom em National-Football-Teams.com